# Phil Jones (Fußballspieler, 1992)
Philip Anthony „Phil“ Jones (* 21. Februar 1992 in Preston) ist ein englischer Fußballspieler, der zuletzt bei Manchester United unter Vertrag stand. Er ist gelernter Innenverteidiger, kann aber auch als rechter Außenverteidiger oder im zentralen und defensiven Mittelfeld eingesetzt werden. Phil Jones galt als eines der größten Talente im englischen Fußball und als Nachfolger von Rio Ferdinand sowohl auf Vereinsebene als auch in der englischen Nationalmannschaft.

## Karriere

### Blackburn Rovers
Jones kam 2002 in die Jugendmannschaft der Blackburn Rovers. Nachdem er bereits in einem Carling-Cup-Spiel auf der Ersatzbank gesessen hatte, erhielt er 2009 einen Profivertrag. Noch im selben Monat debütierte er für die Rovers im Carling Cup, der erste Premier-League-Einsatz ließ jedoch noch ein halbes Jahr auf sich warten. Beim 1:1 gegen den FC Chelsea am 21. März 2010 stand er schließlich in der Startelf, nachdem einige Spieler der Rovers, darunter auch sein direkter Konkurrent Gaël Givet, ausgefallen war. Jones überzeugte mit einer guten Leistung und kam in allen verbleibenden Saisonspielen zum Einsatz.
Auch in der folgenden Saison war er Stammspieler bei den Rovers, bis er sich im Spiel gegen West Ham United am 18. Spieltag einen Knorpelschaden im Knie zuzog. Durch die Verletzung musste er vier Monate aussetzen. Am 19. März feierte er sein Comeback, als er im Spiel gegen den FC Blackpool eingewechselt wurde. Im nächsten Spiel gegen den FC Arsenal stand er bereits wieder in der Startelf. Bis zum Ende der Saison kam er in allen weiteren Premier-League-Spielen zum Einsatz. Jones spielte eine starke Saison und weckte damit das Interesse mehrerer Spitzenvereine.

### Manchester United
Zur Saison 2011/12 wechselte Jones, der im Februar noch einen neuen Vertrag bei den Blackburn Rovers unterzeichnet hatte, zu Manchester United.  Die Ablösesumme soll zwischen 16,5 und 20,5 Mio. Pfund Sterling betragen haben. Nach Angaben der Blackburn Rovers war Jones damit der teuerste Verkauf der Vereinsgeschichte.
Seinen ersten Einsatz für Manchester United bestritt Jones im Spiel um den FA Community Shield, als er zur zweiten Halbzeit für Rio Ferdinand eingewechselt wurde. In der Premier League wurde er am ersten Spieltag ebenfalls für Ferdinand eingewechselt, der sich verletzt hatte. Von den Verletzungen Ferdinands und Nemanja Vidićs, die vor der Saison als erste Wahl in der Innenverteidigung galten, profitierte Jones und spielte regelmäßig in der Premier League. Außerdem kam er in allen sechs Champions-League-Spielen sowie in drei Europa-League-Begegnungen zum Einsatz. Er kam allerdings nicht hauptsächlich auf seiner Hauptposition in der Innenverteidigung zum Einsatz, wo mit Jonny Evans eine weitere Alternative bereitstand. Im Oktober 2011 wurde er gegen Liverpool erstmals seit seinem Wechsel zu Manchester im Mittelfeld eingesetzt. Dort sowie als rechter Außenverteidiger konnte er überzeugen, so dass er ab Januar nicht mehr in der Innenverteidigung eingesetzt wurde.
Im Sommer 2023 lief sein Vertrag aus und er verließ Manchester United nach 12 Jahren.

### Englische Nationalmannschaft
Jones war Mitglied der englischen U-19- und U-21-Nationalmannschaft. Mit der U-21 nahm er an der U-21-Europameisterschaft 2011 in Dänemark teil. Dort schied er mit seiner von Stuart Pearce trainierten Mannschaft bereits in der Vorrunde aus. Jones selbst lieferte aber eine gute Leistung ab und wurde daraufhin von Fabio Capello für ein Freundschaftsspiel in den Kader der A-Nationalmannschaft berufen. Das Spiel gegen die Niederlande wurde jedoch abgesagt, so dass er erst am 7. Oktober zu seinem ersten Länderspieleinsatz kam. Jones stand im englischen Kader für die Fußball-Europameisterschaft 2012, kam jedoch nicht zum Einsatz.

## Titel/Auszeichnungen
- Englischer Meister: 2013
- Englischer Pokal: 2016
- FA Community Shield: 2011, 2016
- EFL Cup: 2017, 2023
- UEFA Europa League: 2017